# Дарнайчі
Дарнайчі́ (тадж. Дарнайчи) — село у складі Хатлонської області Таджикистану. Входить до складу джамоату імені Худойора Раджабова Восейського району.
Населення — 1310 осіб (2010; 1285 в 2009).
Через село проходить автошлях Р-25 Восе-Ховалінг.